# BUSY NOW
「BUSY NOW」（ビジー・ナウ）は、1997年4月9日に発売されたhitomiの8枚目のシングルである。規格品番はAVDD-20172。本体価格は971円。

## 解説
最初は「忙しい」をメインテーマに、前田が全ての歌詞を担当する予定だったが、hitomiは「自分の考える『忙しい』ではない、自分の言葉じゃないと歌えない」と不服に思い、書き直しをさせた。そうする内に「他人に自分の事を打ち明け過ぎてしまった時、すごく淋しくなる。結局何事も自分で決めなければならないし、自分を強くするのも、自分以外にありえない。人は結局1人で孤独なんだ」という思いが反映された。
2021年12月22日には、『Infinity avex Recordシリーズ』の一つとして、23作目のシングル「SAMURAI DRIVE」との両A面7インチアナログ盤（AQJH-77512）が発売された。

## 収録曲
作詞：hitomi、前田たかひろ / 作曲・編曲：久保こーじ / Mixed by Chris Lord-alge
1. BUSY NOW [LONG DISTANCE MIX] (5:36)
  - Mixed by Eddie Delena
2. BUSY NOW (5:14)
  - タイトル曲のノーマルバージョンだが、2トラック目に配されている。
  - ダイハツ「テリオス」CMソング
3. BUSY NOW [RADIO EDIT] (3:40)
4. BUSY NOW [KARAOKE] (5:13)

## 楽曲の収録アルバム
- déjà-vu (#1)
- h (#1)
- SELF PORTRAIT (#1、SELF PORTRAIT version)
- peace (#1)